# Liste der Bodendenkmäler in Frensdorf
Auf dieser Seite sind die Bodendenkmäler in der oberfränkischen Gemeinde Frensdorf zusammengestellt. Diese Tabelle ist eine Teilliste der Liste der Bodendenkmäler in Bayern. Grundlage ist die Bayerische Denkmalliste, die auf Basis des Bayerischen Denkmalschutzgesetzes vom 1. Oktober 1973 erstmals erstellt wurde und seither durch das Bayerische Landesamt für Denkmalpflege geführt wird. Die folgenden Angaben ersetzen nicht die rechtsverbindliche Auskunft der Denkmalschutzbehörde.

## Bodendenkmäler in Frensdorf
| Lage       | Objekt | Akten-Nr.     | Bild |
| ---------- | --- | ------------- | ---- |
| (Standort) | Archäologische Befunde des Mittelalters und der frühen Neuzeit im Bereich der Kath. Kirche | D-4-6130-0059 |      |
| (Standort) | Bestattungsplatz mit zT obertägig erhaltenen Grabhügeln vorgeschichtlicher Zeitstellung | D-4-6131-0020 |      |
| (Standort) | Massengräber des Mittelalters oder der frühen Neuzeit. | D-4-6131-0023 |      |
| (Standort) | Siedlung der Urnenfelderzeit und der mittleren bis späten Latènezeit. | D-4-6131-0230 |      |
| (Standort) | Siedlungen vorgeschichtlicher Zeitstellung und spätmittelalterliche Wüstung. | D-4-6131-0231 |      |
| (Standort) | Archäologische Befunde des Mittelalters und der frühen Neuzeit im Bereich der Kath. Kirche | D-4-6131-1056 |      |
| (Standort) | Archäologische Befunde des in der frühen Neuzeit errichteten Schlosses mit vorgelagertem Wirtschaftshof und seiner mit Wassergraben befestigten hoch- und spätmittelalterlichen Vorgängeranlagen. | D-4-6131-1057 |      |
| (Standort) | Archäologische Befunde der frühen Neuzeit im Bereich der Kath. Pfarrkirche St. Otto | D-4-6131-1064 |      |
| (Standort) | Bestattungsplatz mit zT obertägig erhaltenen Grabhügeln vorgeschichtlicher Zeitstellung | D-4-6231-0008 |      |
| (Standort) | Bestattungsplatz mit leicht verflachten aber obertägig noch erkennbaren Grabhügeln vorgeschichtlicher Zeitstellung                                                                                | D-4-6231-0009 |      |
| (Standort) | Siedlung der späten Latènezeit und der Kaiserzeit. | D-4-6231-0047 |      |
| (Standort) | Siedlung der Urnenfelderzeit, der Hallstattzeit und der Latènezeit. | D-4-6231-0061 |      |
| (Standort) | Archäologische Befunde des Mittelalters und der frühen Neuzeit im Bereich der Kath. Kirche | D-4-6231-0105 |      |
| (Standort) | Archäologische Befunde des Mittelalters und der frühen Neuzeit | D-4-6231-0107 |      |
| (Standort) | Archäologische Befunde des Mittelalters und der frühen Neuzeit | D-4-6231-0109 |      |
| (Standort) | Siedlung der mittleren Bronzezeit und der Urnenfelderzeit. | D-4-6231-0120 |      |